# Lothar Hahn (Physiker)
Lothar Hahn (* 13. März 1944; † 11. Januar 2021 in Alzey) war ein deutscher Physiker, der als einer der kritischen deutschen Kernenergie-Experten galt und durch seine Stellungnahmen zu aktuellen Fragen nuklearer Sicherheit öffentlich bekannt wurde. Er war von 2002 bis 2010 technisch-wissenschaftlicher Geschäftsführer der Gesellschaft für Anlagen- und Reaktorsicherheit.

## Werdegang und Tätigkeiten
Hahn studierte Physik in Mainz und Kaiserslautern. Nach einigen Jahren in der Autoindustrie beriet er ab 1978 für das Öko-Institut in Kernenergiefragen und gründete dort 1980 die „Projektgruppe Reaktorsicherheit“. Im gleichen Jahr übertrug ihm das Bundesforschungsministerium die fachliche Projektleitung des dreijährigen Forschungsprogramms „Analytische Weiterentwicklung zur Deutschen Risikostudie Kernkraftwerke, Phase A“. Von 1989 bis 1990 leitete er das Studienprogramm der Enquête-Kommission des deutschen Bundestages „Vorsorge zum Schutz der Erdatmosphäre“. Im Auftrag der Bundesregierung war er immer wieder Mitglied der deutschen Delegation bei internationalen Konferenzen.
Am 20. Dezember 2001 bestellte der Aufsichtsrat der Gesellschaft für Anlagen- und Reaktorsicherheit (GRS) Hahn zum Nachfolger ihres Gründers und langjährigen Leiters Adolf Birkhofer. Vom 1. Januar 2002 bis zu seiner Pensionierung am 31. März 2010 war Hahn technisch-wissenschaftlicher Geschäftsführer der GRS. Auch nach seinem Wechsel an die Spitze der GRS gehörte Hahn vielen nationalen und internationalen Fachgremien an und war vor allem bis 2009 Mitglied der bereits 1958 gegründeten deutschen Reaktor-Sicherheitskommission (RSK). Darüber hinaus leitete er von 2006 bis 2008 als Vorsitzender das „Committee on the Safety of Nuclear Installations“ der Kernenergieagentur (NEA) der Organisation für Wirtschaftliche Zusammenarbeit und Entwicklung (OECD).

## Veröffentlichungen
- mit Joachim Radkau: Aufstieg und Fall der deutschen Atomwirtschaft. Oekom Verlag, München 2013, ISBN 978-3-86581-315-2.